# Каллімелль
Калліме́лль (лат. Callimellum E. Strand, 1928 = Callimus Mulsant, 1846 = Pilema LeConte, 1873) — рід жуків з родини вусачів. В Українських Карпатах поширений один вид:
Каллімелль смарагдовий (Callimellum angulatum Schrank, 1789)